# Божидар Јанковић (архитекта)
Божидар Јанковић је српски архитекта и урбаниста.

## Рад
Од 1957. заједно са генерацијским колегама (М. Маслаћем, А. Стјепановићем, касније Браниславом Караџићем и Љ. Јовановић) ради у групи која активно учествује на архитектонским и урбанистичким конкурсима. Током 1960-тих и 1970-тих заједно са групом добитник је бројних награда на архитектонским конкурсима. Аутор је већег броја награђиваних реализованих радова, међу којима су: Факултет драмских уметности на Новом Београду (са арх. А. Стјепановићем); стамбени објекти у блоку 22 на Новом Београду са пратећим објектима (школа, дечије установе, центар МЗ) и партерним уређењем (са Б. Караџићем и А. Стјепановићем); стамбени објекти у блоку 23 на Новом Београду, такође са пратећим објектима и партерним уређењем (са Б. Караџићем и А. Стјепановићем); Филозофски факултет у Новом Саду (са А. Стјепановићем и Љ. Јовановић). Почетком 70-тих израдио је пројектну документацију за стамбену групацију у насељу Алипашино поље у Сарајеву, према којој је изграђено око 2000 станова.
Јанковић је истакнути представник тзв. „Београдске школе становања“, препознатљиве по карактеристичном функционалистичком односу према основи стана и до детаља разрађеној архитектури. Његови архитектонски објекти, иако грађени пре више од четири деценије, данас су у бољем физичком стању од многих зграда које су грађене низ година касније. Ово говори не само о квалитету аутора, већ и о карактеристикама архитектуре и квалитету градње код нас у периоду последњих деценија прошлог века.

## Најзначајнија дела
- Факултет драмских уметности (Нови Београд)[1]
- Блок 22 (Нови Београд)[1]
- Блок 23 (Нови Београд)[1]
- Филозофски факултет (Нови Сад)[1]

## Награде
- Велика награда за животно дело Удружења архитеката Србије (2014)[1]